# Vallejuelo
Vallejuelo è un comune della Repubblica Dominicana di 11.798 abitanti, situato nella provincia di San Juan. Comprende, oltre al capoluogo, un distretto municipale: Jorgillo.